# Klaus-Jürgen Jacob
Klaus-Jürgen Jacob (* 29. Februar 1940 in Cottbus; † 23. März 2013 ebenda) war ein deutscher Biologe und Zoodirektor. Er leitete 36 Jahre lang den Tierpark Cottbus.

## Herkunft und Ausbildung
Klaus-Jürgen Jacob wuchs als Sohn eines im Zweiten Weltkrieg gefallenen Tischlers und einer allein stehenden Rechtsanwaltsgehilfin auf. Er absolvierte in seiner Heimatstadt Cottbus eine zwölfjährige Schulzeit, die er 1958 mit dem Abitur in der 4. Einheitsschule abschloss. Da er sich für Tiergärten interessierte und mit Leidenschaft auch selbst Kleintiere hielt, nahm er folgerichtig ein Praktikum im ländlichen Raum an und arbeitete für ein Jahr in der LPG Frauendorf (Spree). Seine weitere Ausbildung führte ihn an die Karl-Marx-Universität Leipzig. Er gehörte zunächst zu einem Studiengang für Biologie- und Chemielehrer, entschied sich aber bald gegen die pädagogische Laufbahn und belegte, seinen größeren Neigungen folgend, Mikrobiologie und Botanik. 1964 erlangte er den Abschluss des Diplombiologen. Noch im selben Jahr stellte ihn der Cottbuser Tierparkdirektor Kunz Rauschert als seinen wissenschaftlichen Assistenten ein.

## Wirken als Zoodirektor
Um die Vakanz zu beenden, die nach Rauscherts plötzlichem Ausscheiden im Dezember 1965 entstanden war, wurde Klaus-Jürgen Jacob am 1. März 1966 im Alter von gerade 26 Jahren Direktor des Tierparks Cottbus, zu Beginn kommissarisch, dann regulär, und blieb es 36 Jahre lang bis Ende Februar 2002. Er entwickelte die Einrichtung, die 1954 zwischen dem Branitzer Park und der Spree neu geschaffen worden war und die sich der tatkräftigen Unterstützung der Berliner und Dresdner Amtskollegen Heinrich Dathe und Wolfgang Ullrich erfreute, zu einem Zoo von überregionaler Bedeutung. Im Jahr 1993 wurde Jacob und seinem Tierpark die Ehre zuteil, Gastgeber für die erste Tagung des wiedervereinten Verbandes Deutscher Zoodirektoren zu sein.
Klaus-Jürgen Jacob legte Wert auf die Beibehaltung und weitere Akzentuierung des Parkcharakters. In großen durchgrünten Anlagen ordnete er Gruppen miteinander harmonierender Arten an. Das bloße Sammeln von Tieren hat er aus ethischen und nicht zuletzt ökonomischen Gründen nie erwogen. Große Beachtung verschaffte er dem Tierpark mit der Haltung von Vögeln, besonders von seltenen Wasservögeln, wofür er sich unter anderem beim Wildfowl and Wetlands Trust im englischen Slimbridge und im rumänischen Donaudelta Anregungen holte. Erstmalige Nachzuchten gelangen ihm beim Chileflamingo, beim Westafrikanischen Kronenkranich und beim Singschwan. Zudem wuchsen im Laufe der Jahre viele Dutzend Marabus heran.
Unter Jacobs Leitung entstanden neben zahlreichen Freianlagen unter anderem das Raubtier- und das Elefantenhaus, verschiedene Vogelquartiere, Wirtschaftshof, Waldspielplatz, Kinderzoo, Parkgaststätte. Er konstituierte eine zoopädagogische Abteilung und verwendete sich für die Gründung des Tierpark-Fördervereins, die 1994 erfolgte. Während seiner Amtszeit hat sich der Besucherzuspruch kräftig erhöht.
Jacob verfasste eine Vielzahl von zoologischen und vor allem ornithologischen Abhandlungen. Er fungierte als Berater für Tierbücher und -filme, gehörte der zentralen Prüfungskommission für Zootierpfleger an, ließ den Unternehmen Aeros und Busch vom Staatszirkus der DDR sein Fachwissen angedeihen und arbeitete freundschaftlich auch mit einer Reihe von osteuropäischen Zoos zusammen.

## Familiäres
Klaus-Jürgen Jacob war verheiratet mit Vera Jacob (* 1932 in Riga; † 2016 in Cottbus), einer Kinderärztin, die am Carl-Thiem-Klinikum Cottbus die Kinderneuropsychiatrie leitete und später das dortige Sozialpädiatrische Zentrum aufgebaut hat. Sie war eine Enkelin des lettischen Künstlers Alexander Petrowitsch Apsit.

## Veröffentlichungen (Auswahl)
- Klaus-Jürgen Jacob: Tierpark Cottbus. Fachbuchdruck Naumburg/Weißenfels. Weißenfels 1975.
- Wolfgang Puschmann, Michael Schröpel, Norbert Neuschulz, Klaus-Jürgen Jacob: BI-Lexikon Zootiere. VEB Bibliographisches Institut. Leipzig 1989.
- Klaus-Jürgen Jacob, Stefan Fischer: Tierpark Cottbus – ein Wegbegleiter. Cottbuser General-Anzeiger Verlag. Cottbus 1994.